# جون واشنطن بيرد
جون واشنطن بيرد (بالإنجليزية: John Washington Baird)‏ هو لاعب شطرنج أمريكي، ولد في 22 فبراير 1852 في نيويورك في الولايات المتحدة، وتوفي في 1923.

## وصلات خارجية
- جون واشنطن بيرد على موقع مباريات الشطرنج (الإنجليزية)
- جون واشنطن بيرد على موقع 365Chess.com (الإنجليزية)